# Shōshin Nagamine
L'héritier du Tomari-te
Shōshin Nagamine ( (ja) 長嶺 将真, Nagamine Shōshin?, 15 juillet 1907 - 2 novembre 1997) est un auteur, soldat, officier de police, et surtout, grand maître de karaté japonais.

## Biographie
Shōshin Nagamine est né à Tomari, aujourd'hui un quartier de Naha, Okinawa. Il fut un enfant chétif et maladif. En 1926, atteint d'une grave gastroentérite, il commence seul un régime sévère et se met au karaté sous la surveillance bienveillante de son voisin, Chojin Kuba. Il recouvre rapidement une bonne santé, grâce à un « dur travail, tant à l'école qu'à l'entraînement de karaté ». Il finit par avoir une telle condition physique qu'il prend la tête du club de karaté de son lycée, et est surnommé Chaippaï Matsu (« le pin tenace »).
Après son bac, en 1928, dans le but d'étudier les Arts martiaux à plein temps, il s'installe à Shuri. Là, il s'entraîne chez Taro Shimabuku et chez Ankichi Arakaki.
Plus tard, la même année, il est mobilisé au 47e Régiment d'Infanterie de l'armée impériale japonaise pour aller combattre en Chine ou il participe à l'Incident de Jinan. Il est démobilisé en 1931.
Ayant quitté l'armée, il cherche un métier dans lequel il peut mettre à profit son expérience de pratiquant des Arts Martiaux. Il s'engage dans la police.
En tant qu'officier de police, il s'entraîne sous la direction de Chotoku Kyan et de Chōki Motobu.
Il obtient son 6e dan en 1940.
Au début des années 1950, en tant que commissaire du district de Motobu, il entraîne lui-même ses officiers.
En 1953, ayant pris sa retraite de la police, il rentre à Naha et y ouvre son propre dōjō, qu'il nomme Centre Matsubayashi-Ryu d'étude du Karaté et des Arts Martiaux Anciens.
Il invente le nom de Matsubayashi-Ryu (« école de la forêt de pins »), transcription légèrement modifiée de Shorin-ryu, en 1947, en l'honneur de Sōkon Matsumura et de Kōsaku Matsomora.
Il enseigne jusqu'à sa mort en 1997. Son fils lui succède à la tête de son dōjō.
Il a aussi écrit deux livres, L'essence du karaté d'Okinawa et Les grands maîtres d'Okinawa.